# Estación de San Fermín-Orcasur
San Fermín-Orcasur es una estación de la línea 3 de Metro de Madrid situada bajo la intersección de la Avenida de Andalucía y la Avenida de los Poblados, en el madrileño distrito de Usera.

## Historia y características
La estación fue inaugurada junto con el resto de la ampliación de la línea 3 el 21 de abril de 2007.
La excavación de la estación, de 29 m de profundidad, se hizo con una máquina de pantallas específica (hidrofresa), que se adapta mejor a los suelos de yesos masivos del terreno y permite un mejor rendimiento. La longitud de la estación es de 108 m y su anchura máxima de 49,2 m.
Dada su profundidad, la estación se distribuye en tres niveles: vestíbulo, nivel intermedio y andén. Dispone de escaleras mecánicas y ascensores, lo que permite que la estación sea accesible para personas con movilidad reducida, al igual que en el resto de la línea 3. Dispone de accesos a ambos lados de la vía para dar servicio a los barrios de San Fermín y de Orcasur (lo cual ocasionó bastante controversia a la hora de poner el nombre a la estación).

## Accesos
Vestíbulo San Fermín-Orcasur
- Avenida Perla Avda. Perla (frente al N.º 29)
- Ascensor Avda. Perla (frente al N.º 29)
- Avenida de Andalucía, pares Avda. Andalucía, 2

## Líneas y conexiones

### Metro
| << cabecera | < estación            | línea | estación >             | cabecera >> |
| ----------- | --------------------- | ----- | ---------------------- | ----------- |
| El Casar    | Ciudad de los Ángeles |       | Hospital 12 de Octubre | Moncloa     |

### Autobuses
| Diurnos   |                                              |                                                |
| Línea     | Destino                                      | Parada                                         |
| 18        | Villaverde Cruce                             | 1135 SAN FERMÍN-ORCASUR (Av. Andalucía)        |
| 22        | Villaverde Alto (Estación Metro / Cercanías) | 1135 SAN FERMÍN-ORCASUR (Av. Andalucía)        |
| 59        | San Cristóbal                                | 1135 SAN FERMÍN-ORCASUR (Av. Andalucía)        |
| 79        | Villaverde Alto (Plaza de Ágata)             | 1135 SAN FERMÍN-ORCASUR (Av. Andalucía)        |
| 85        | Butarque                                     | 1135 SAN FERMÍN-ORCASUR (Av. Andalucía)        |
| 86        | Villaverde Alto (Plaza de Ágata)             | 1135 SAN FERMÍN-ORCASUR (Av. Andalucía)        |
| 76        | Villaverde Alto (Barriada Plata y Castañar)  | 2794 AVENIDA POBLADOS-EDUARDO BARREIROS        |
| 81        | Oporto                                       | 2873 AVENIDA POBLADOS-EDUARDO BARREIROS        |
| 121       | Campamento                                   | 2873 AVENIDA POBLADOS-EDUARDO BARREIROS        |
| 18        | Plaza Mayor                                  | 1136 SAN FERMÍN-ORCASUR (Av. Andalucía)        |
| 22        | Legazpi                                      | 1136 SAN FERMÍN-ORCASUR (Av. Andalucía)        |
| 59        | Estación de Atocha                           | 1136 SAN FERMÍN-ORCASUR (Av. Andalucía)        |
| 79        | Legazpi                                      | 1136 SAN FERMÍN-ORCASUR (Av. Andalucía)        |
| 85        | Estación de Atocha                           | 1136 SAN FERMÍN-ORCASUR (Av. Andalucía)        |
| 86        | Estación de Atocha                           | 1136 SAN FERMÍN-ORCASUR (Av. Andalucía)        |
| 76        | Plaza de la Beata                            | 3727 EDUARDO BARREIROS-AVENIDA DE LOS POBLADOS |
| Nocturnos |                                              |                                                |
| Línea     | Destino                                      | Parada                                         |
| N13       | San Cristóbal                                | 1135 SAN FERMÍN-ORCASUR (Av. Andalucía)        |
| N14       | Villaverde Alto                              | 1135 SAN FERMÍN-ORCASUR (Av. Andalucía)        |
| N15       | Hospital 12 de Octubre                       | 5256 AVENIDA DE LOS POBLADOS-AVENIDA ORCASUR   |
| N13       | Cibeles                                      | 1136 SAN FERMÍN-ORCASUR (Av. Andalucía)        |
| N14       | Cibeles                                      | 1136 SAN FERMÍN-ORCASUR (Av. Andalucía)        |
| N15       | Cibeles                                      | 2794 AVENIDA POBLADOS-EDUARDO BARREIROS        |

| Diurnos   |                         |                                 |                           |
| Línea     | Destino                 | Parada                          | Operador                  |
| 411       | Getafe-Perales del Río  | 1135 AV.ANDALUCÍA-AV.POBLADOS   | La Veloz, S.A.            |
| 421       | Pinto                   | 1135 AV.ANDALUCÍA-AV.POBLADOS   | AISA                      |
| 422       | Valdemoro               | 1135 AV.ANDALUCÍA-AV.POBLADOS   | AISA                      |
| 424       | Valdemoro-El Restón     | 1135 AV.ANDALUCÍA-AV.POBLADOS   | AISA                      |
| 447       | Getafe-Hospital         | 1135 AV.ANDALUCÍA-AV.POBLADOS   | Avanza Movilidad Integral |
| 448       | Getafe por Villaverde   | 1135 AV.ANDALUCÍA-AV.POBLADOS   | Avanza Movilidad Integral |
| 411       | Madrid (Legazpi)        | 1136 AV.ANDALUCÍA-AV.LOS FUEROS | La Veloz, S.A.            |
| 421       | Madrid (Legazpi)        | 1136 AV.ANDALUCÍA-AV.LOS FUEROS | AISA                      |
| 422       | Madrid (Legazpi)        | 1136 AV.ANDALUCÍA-AV.LOS FUEROS | AISA                      |
| 424       | Madrid (Legazpi)        | 1136 AV.ANDALUCÍA-AV.LOS FUEROS | AISA                      |
| 447       | Madrid (Legazpi)        | 1136 AV.ANDALUCÍA-AV.LOS FUEROS | Avanza Movilidad Integral |
| 448       | Madrid (Legazpi)        | 1136 AV.ANDALUCÍA-AV.LOS FUEROS | Avanza Movilidad Integral |
| Nocturnos |                         |                                 |                           |
| Línea     | Destino                 | Parada                          | Operador                  |
| N401      | Pinto - Valdemoro       | 1135 AV.ANDALUCÍA-AV.POBLADOS   | AISA                      |
| N402      | Ciempozuelos - Aranjuez | 1135 AV.ANDALUCÍA-AV.POBLADOS   | AISA                      |
| N401      | Madrid (Atocha)         | 1136 AV.ANDALUCÍA-AV.LOS FUEROS | AISA                      |
| N402      | Madrid (Atocha)         | 1136 AV.ANDALUCÍA-AV.LOS FUEROS | AISA                      |